# To France
To France – piosenka napisana przez Mike’a Oldfielda, wydana jako singel w 1984 roku. Utwór, śpiewany przez Maggie Reilly, pochodzi z albumu Discovery.
Utwory znajdujące się na stronie B to miniatury instrumentalne.

## Spis utworów

### Wersja 7”
1. „To France” – 4:44
2. „In the Pool” – 3:40

### Wersja 12”
1. „To France” (extended version) – 5:32
2. „In the Pool” – 3:40
3. „Bones” – 3:19

### Wersja 5” CDsingiel
1. „Moonlight Shadow” – 3:35
2. „Moonlight Shadow (extended version)” – 5:18
3. „In The Pool” – 3:40
4. „Bones” – 3:19